# Atherinops affinis
Atherinops affinis е вид лъчеперка от семейство Atherinopsidae. Видът не е застрашен от изчезване.

## Разпространение и местообитание
Разпространен е в Канада, Мексико и САЩ.
Обитава полусолени и тропически води, океани, морета, заливи, рифове, крайбрежия и реки. Среща се на дълбочина от 0,6 до 8 m, при температура на водата от 17,7 до 21,3 °C и соленост 33,7 – 34,3 ‰.

## Описание
На дължина достигат до 37 cm.
Продължителността им на живот е не повече от 9 години. Популацията на вида е стабилна.